# 198P/ODAS
La comète ODAS, officiellement 198P/ODAS, est une comète périodique du système solaire, découverte le 15 décembre 1998 par le programme ODAS.